# Thiébauménil
Thiébauménil é uma comuna francesa na região administrativa de Grande Leste, no departamento de Meurthe-et-Moselle. Estende-se por uma área de 3,87 km². Em 2010 a comuna tinha 391 habitantes (densidade: 101 hab./km²).